# Mendel dei libri
Mendel dei libri (Buchmendel) è un racconto dello scrittore austriaco Stefan Zweig pubblicato nel 1929.

## Trama
Vienna, seconda metà degli anni venti. L'io narrante si rifugia in un caffè di Vienna per ripararsi da un acquazzone; nonostante l'arredamento rinnovato del locale riconosce il «Caffè Gluck», e gli torna alla mente Jakob Mendel, un povero venditore di libri usati che soggiornava in quel caffè e possedeva delle straordinarie facoltà mnesiche. Il narratore aveva conosciuto Mendel una ventina di anni prima in occasione della redazione di un saggio su Mesmer; non aveva trovato nulla in biblioteca, e un suo amico lo aveva accompagnato nel caffè dove Mendel poté mettere in mostra le sue strabilianti doti: «di qualsiasi opera, di quella apparsa ieri come di quella risalente a due secoli fa, al primo colpo sapeva esattamente il luogo di pubblicazione, l'autore, il prezzo (nuovo e usato) di ogni libro (...) e anche questi libri poi, lui non li leggeva (...): solo il titolo, il prezzo, la veste editoriale, il frontespizio muovevano la sua passione». Era apprezzato da studiosi e bibliofili e rispettato dal personale del «Caffè Gluck», a cominciare dal signor Standhartner, il proprietario. Assorto nei suoi libri, Mendel ignorava le vicende che si svolgevano attorno a lui.
Il narratore non trova traccia di Mendel nel «Caffè Gluck», che peraltro ha cambiato gestione. Finalmente la signora Sporschil, la custode della toilette, gli racconta la fine di Mendel. Mendel era rimasto assorto nel suo lavoro anche dopo lo scoppio della prima guerra mondiale, un evento di cui probabilmente non si era reso conto. Alla fine del 1915 alcune cartoline indirizzate da Mendel a librai in Francia e Inghilterra, paesi in guerra con l'Impero austro-ungarico, furono intercettate dalla censura militare austriaca. Mendel fu fermato e si scoprì che era un ebreo di Petrikau, una cittadina della Galizia polacca; poiché Mendel non aveva mai chiesto la cittadinanza austriaca, possedeva ancora la cittadinanza russa, ossia quella di un paese nemico. Mendel venne quindi internato a Komorn.
Mendel poté ritornare a Vienna nel 1917, grazie all'intercessione di alcuni suoi clienti importanti; ma i patimenti subiti nel periodo di internamento gli avevano fatto perdere la sua prodigiosa memoria e quindi la capacità di guadagnarsi da vivere. D'altra parte anche Vienna era cambiata in peggio durante la guerra: lo stesso «Caffè Gluck» aveva cambiato gestione e il nuovo padrone, che mal sopportava Mendel, lo cacciò dal locale. Qualche tempo dopo, divenuto ormai un vagabondo senza casa, Mendel morì di polmonite. La gentile e pia signora Sporschil, «fra le cui mani ignare non era passato altro che un libro di preghiere» conserverà, a ricordo di Mendel, l'ultimo libro posseduto dal libraio: un repertorio bibliografico della letteratura scabrosa.

## Critica

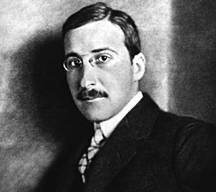
Ritratto di Stefan Zweig (1919)

Il racconto è stato scritto nel 1929. Il protagonista del racconto, Jacob Mendel, è un ebreo devoto, amante dei libri, che non si sente cittadino di nessuna patria e cerca di mantenere contatti di civiltà con tutti anche durante il periodo della guerra. Stefan Zweig, che fino ad allora si era professato laico, avvertiva crescenti e importanti segni di antisemitismo nella società austriaca. Importante, nel racconto, sono il tema della memoria e del degrado della civiltà mitteleuropea dopo la prima guerra mondiale.

## Edizioni
- Stefan Zweig, Buchmendel. In: Vier Erzählungen (Die unsichtbare Sammlung; Episode am Genfer See; Leporella; Buchmendel), Leipzig: Insel-Verlag, 1929
- Stefan Zweig, Mendel dei libri; traduzione di Ada Vigliani, Milano: Adelphi, 2008. ISBN 978-88-459-2274-9